# Kapelle bei der Paulimühle

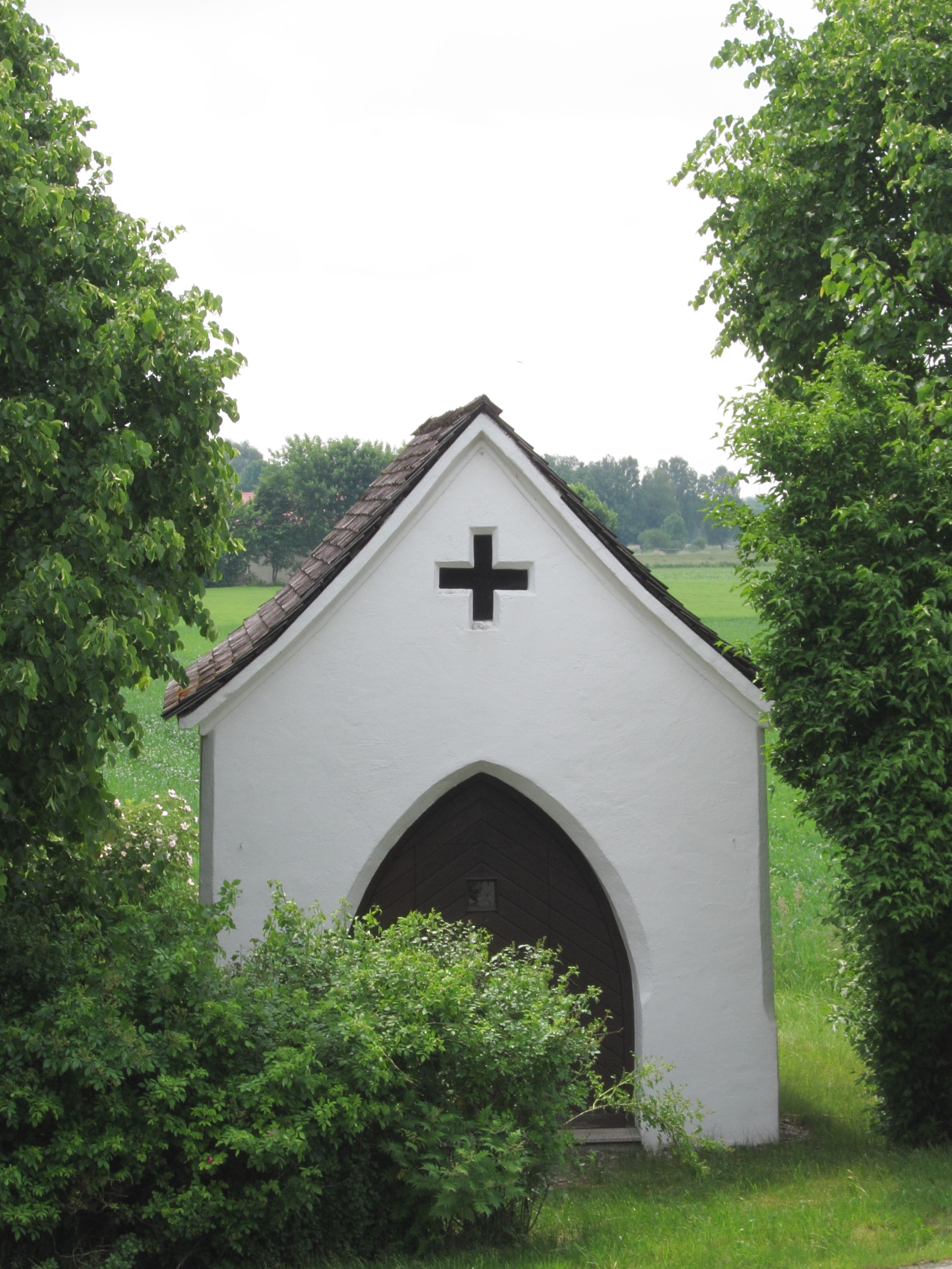
Die denkmalgeschützte Kapelle

Die Kapelle bei der Paulimühle ist ein kleiner Sakralbau bei der Einöde Paulimühle in der oberbayrischen Gemeinde Markt Schwaben (Landkreis Ebersberg). Sie ist unter der Aktennummer D-1-75-127-22 als denkmalgeschütztes Baudenkmal von Markt Schwaben verzeichnet.
Die Kapelle steht auf der der Mühle gegenüberliegenden Südseite der Isener Straße (Staatsstraße 2332). Sie wurde in den 1840er Jahren von den Müllersleuten Matthias und Marianne Schweiger aufgrund eines Gelöbnisses errichtet. Der einfache, verputzte Backsteinbau mit dreiseitigem Schluss hat ein Satteldach. Der neugotische Altaraufbau zeigte früher Maria, Hilfe der Christen und die Heiligen Georg und Martin.
Zwischen 1980 und 1987 wurde die bis dato völlig durchfeuchtete Kapelle vom Verschönerungsverein Markt Schwaben renoviert. Das Dach erhielt Schindeln und der Altar wurde neu gestaltet. Bei der Finanzierung half die Kreissparkasse. Bei dieser Gelegenheit schenkte der Eigentümer Hermann Fries das Bauwerk der Pfarrei St. Margaret von Markt Schwaben. Pfarrer Johann Hagl weihte die Kapelle dem heiligen Korbinian.